# Список Героев Советского Союза (Цаплин — Цыцаркин)
В настоящем списке представлены в алфавитном порядке все Герои Советского Союза, чьи фамилии начинаются с буквы «Ц» (всего 60 человек). Список содержит даты Указов Президиума Верховного Совета СССР о присвоении звания, информацию о роде войск, должности и воинском звании Героев на дату представления к присвоению звания Героя Советского Союза, годах их жизни.
Ударения в фамилиях Героев приведены по книге «Герои Советского Союза: Краткий биографический словарь / Пред. ред. коллегии И. Н. Шкадов. — М.: Воениздат, 1988. — Т. 2 /Любов — Ящук/. — 863 с. — 100 000 экз. — ISBN 5-203-00536-2.».
- Серым цветом  в таблице выделены Герои, представленные к званию посмертно.

| № п/п | Фамилия Имя Отчество                                                                        | Дата Указа | Род войск    | Должность | Звание                    | Годы жизни              | БС ГС НЛ                      |
| ----- | ------------------------------------------------------------------------------------------- | ---------- | ------------ | --- | ------------------------- | ----------------------- | ----------------------------- |
| 1     | Ца́плин Андрей Павлович                                                                      | 16.10.1943 | пехота       | стрелок роты противотанковых ружей 310-го стрелкового полка 8-й стрелковой дивизии 13-й армии Центрального фронта | красноармеец              | 01.12.1923 — 01.08.1944 | [ БС 1 ] [ ГС 1 ] [ НЛ 1 ]    |
| 2     | Ца́плин Павел Алексеевич                                                                     | 27.06.1937 | танкист      | командир танковой роты испанских республиканских войск | капитан                   | 23.12.1906 — 1937       | ——                            |
| 3     | Ца́пов Иван Иванович                                                                         | 22.07.1944 | авиация      | командир эскадрильи 3-го гвардейского истребительного авиационного полка 1-й гвардейской истребительной авиационной дивизии ВВС Балтийского флота                                                                       | гвардии капитан           | 13.11.1922 — 24.04.2011 | [ БС 1 ] [ ГС 3 ] [ НЛ 2 ]    |
| 4     | Царёв Александр Кондратьевич                                                                | 27.06.1945 | пехота       | командир мотострелкового батальона 17-й гвардейской механизированной бригады 6-го гвардейского механизированного корпуса 4-й гвардейской танковой армии 1-го Украинского фронта                                         | гвардии майор             | 20.09.1920 — 04.04.1983 | [ БС 1 ] [ ГС 4 ] [ НЛ 3 ]    |
| 5     | Царёв Алексей Васильевич                                                                    | 15.05.1946 | авиация      | командир эскадрильи 452-го бомбардировочного авиационного полка 218-й бомбардировочной авиационной дивизии 5-й воздушной армии 2-го Украинского фронта                                                                  | капитан                   | 18.10.1916 — 12.04.1991 | [ БС 1 ] [ ГС 5 ] [ НЛ 4 ]    |
| 6     | Царегоро́дский Алексей Андрианович                                                           | 15.05.1946 | авиация      | штурман эскадрильи 96-го гвардейского бомбардировочного авиационного полка 301-й бомбардировочной авиационной дивизии 3-го бомбардировочного авиационного корпуса 16-й воздушной армии 1-го Белорусского фронта         | гвардии капитан           | 03.03.1918 — 07.07.1995 | [ БС 1 ] [ ГС 6 ] [ НЛ 5 ]    |
| 7     | Царе́нко Лаврентий Иванович укр. Царенко Лаврентій Іванович                                  | 24.03.1945 | танкист      | командир танка 43-го гвардейского танкового полка 7-й гвардейской механизированной бригады 3-го гвардейского механизированного корпуса 1-го Прибалтийского фронта                                                       | гвардии лейтенант         | 01.01.1914 — 27.10.1976 | [ БС 1 ] [ ГС 7 ] [ НЛ 6 ]    |
| 8     | Ца́риков Борис Андреевич бел. Царыкаў Барыс Андрэевіч                                        | 30.10.1943 | пехота       | разведчик взвода пешей разведки 43-го стрелкового полка 106-й стрелковой дивизии 65-й армии Центрального фронта | красноармеец              | 31.10.1925 — 13.11.1943 | [ БС 2 ] [ ГС 8 ] [ НЛ 7 ]    |
| 9     | Цари́цын Константин Иванович                                                                 | 26.10.1944 | артиллерия   | командир орудия 339-го отдельного истребительно-противотанкового дивизиона 1-й стрелковой дивизии 70-й армии 1-го Белорусского фронта                                                                                   | старший сержант           | 09.07.1923 — 15.03.2004 | [ БС 3 ] [ ГС 9 ] [ НЛ 8 ]    |
| 10    | Царю́к Владимир Зенонович бел. Царук Уладзімір Зянонавіч                                     | 15.08.1944 | партизан     | один из руководителей партизанского движения на временно оккупированной территории Белорусской ССР, командир Столбцовско-Мирского партизанского соединения                                                              | —                         | 20.12.1899 — 27.01.1957 | [ БС 3 ] [ ГС 10 ] [ НЛ 9 ]   |
| 11    | Цвета́ев Вячеслав Дмитриевич                                                                 | 06.04.1945 | генерал      | командующий 33-й армией 1-го Белорусского фронта | генерал-полковник         | 17.01.1893 — 11.08.1950 | [ БС 3 ] [ ГС 11 ] [ НЛ 10 ]  |
| 12    | Цветко́в Василий Фёдорович                                                                   | 20.12.1943 | инженер      | командир отделения 69-го отдельного инженерного батальона 37-й армии Степного фронта | старший сержант           | 23.08.1909 — 13.11.1981 | [ БС 3 ] [ ГС 12 ] [ НЛ 11 ]  |
| 13    | Цвик Степан Степанович укр. Цвик Степан Степанович                                          | 18.12.1956 | танкист      | командир танкового взвода 71-го гвардейского танкового полка 33-й гвардейской механизированной дивизии Отдельной механизированной армии                                                                                 | гвардии лейтенант         | 01.08.1926 — 05.09.2006 | ——                            |
| 14    | Цвили́й Пётр Петрович укр. Цвілій Петро Петрович                                             | 10.01.1944 | инженер      | сапёр 392-го отдельного сапёрного батальона 232-й стрелковой дивизии 38-й армии Воронежского фронта | красноармеец              | 23.03.1909 — 08.10.1943 | [ БС 3 ] [ ГС 14 ] [ НЛ 12 ]  |
| 15    | Цела́к Михаил Михайлович укр. Целак Михайло Михайлович                                       | 17.10.1943 | пехота       | командир взвода мотострелкового батальона 25-й гвардейской механизированной бригады 7-го гвардейского механизированного корпуса 60-й армии Воронежского фронта                                                          | гвардии младший лейтенант | 05.04.1922 — 17.03.1945 | [ БС 3 ] [ ГС 15 ] [ НЛ 13 ]  |
| 16    | Це́лик Кирилл Иванович укр. Целік Кирило Іванович                                            | 15.05.1946 | артиллерия   | командир дивизиона 411-го миномётного полка 24-й миномётной бригады 14-й артиллерийской дивизии прорыва РГК в составе 5-й ударной армии 1-го Белорусского фронта                                                        | капитан                   | 23.02.1915 — 08.02.1945 | [ БС 3 ] [ ГС 16 ] [ НЛ 14 ]  |
| 17    | Це́лио Георгий Кузьмич                                                                       | 31.05.1945 | пехота       | командир штурмового батальона 605-го стрелкового полка 132-й стрелковой дивизии 47-й армии 1-го Белорусского фронта | майор                     | 23.02.1909 — 17.04.1945 | [ БС 4 ] [ ГС 17 ] [ НЛ 15 ]  |
| 18    | Целко́вский Николай Михайлович                                                               | 27.02.1945 | пехота       | командир взвода 1285-го стрелкового полка 60-й стрелковой дивизии 47-й армии 1-го Белорусского фронта | гвардии лейтенант         | 28.11.1923 — 17.03.1997 | [ БС 5 ] [ ГС 18 ] [ НЛ 16 ]  |
| 19    | Целы́х Сергей Васильевич                                                                     | 13.09.1944 | комиссар     | заместитель по политической части командира батальона 290-го гвардейского стрелкового полка 95-й гвардейской стрелковой дивизии 5-й гвардейской армии 2-го Украинского фронта                                           | гвардии капитан           | 1905 — 16.04.1944       | [ БС 5 ] [ ГС 19 ] [ НЛ 17 ]  |
| 20    | Цибе́нко Григорий Фёдорович (Цыбенко Григорий Фёдорович) укр. Цибенко Григорій Федорович     | 20.12.1943 | десантники   | командир батальона 24-го гвардейского воздушно-десантного полка 10-й гвардейской воздушно-десантной дивизии 37-й армии Степного фронта                                                                                  | гвардии капитан           | 1916 — 14.10.1943       | [ БС 5 ] [ ГС 20 ] [ НЛ 18 ]  |
| 21    | Ци́бизов Иван Андреевич                                                                      | 17.11.1943 | морской флот | командир роты автоматчиков 386-го отдельного батальона морской пехоты Черноморского флота СССР | старший лейтенант         | 1915 — 08.12.1943       | [ БС 5 ] [ ГС 21 ] [ НЛ 19 ]  |
| 22    | Ци́бизов Леонид Герасимович                                                                  | 16.10.1943 | пехота       | командир отделения 25-го гвардейского стрелкового полка 6-й гвардейской стрелковой дивизии 13-й армии Центрального фронта                                                                                               | гвардии сержант           | 02.01.1925 — 16.06.2009 | [ БС 5 ] [ ГС 22 ] [ НЛ 20 ]  |
| 23    | Цибу́лько Василий Федосеевич укр. Цибулько Василь Федосійович                                | 23.10.1942 | морской флот | стрелок 18-го отдельного батальона морской пехоты береговой обороны Черноморского флота | краснофлотец              | 1920 — 07.11.1941       | [ БС 5 ] [ ГС 23 ] [ НЛ 21 ]  |
| 24    | Цивчи́нский Виктор Гаврилович                                                                | 24.12.1943 | артиллерия   | командующий артиллерией 68-й гвардейской стрелковой дивизии 40-й армии Воронежского фронта | гвардии подполковник      | 22.11.1906 — 30.05.1961 | [ БС 5 ] [ ГС 24 ] [ НЛ 22 ]  |
| 25    | Цикори́дзе Платон Лукич груз. წიქორიძე პლატონ                                                | 17.11.1943 | артиллерия   | командир миномётной роты 1339-го стрелкового полка 318-й стрелковой дивизии 18-й армии Северо-Кавказского фронта | лейтенант                 | 10.05.1918 — 23.12.1994 | [ БС 6 ] [ ГС 25 ] [ НЛ 23 ]  |
| 26    | Цинде́лис Борис Израилевич                                                                   | 24.03.1945 | артиллерия   | наводчик орудия 224-го артиллерийского полка 16-й стрелковой дивизии 2-й гвардейской армии 1-го Прибалтийского фронта                                                                                                   | красноармеец              | 1916 — 13.10.1944       | [ БС 7 ] [ ГС 26 ] [ НЛ 24 ]  |
| 27    | Циру́бин Дмитрий Малахович бел. Цырубін Дзмітрый Малахавіч                                   | 24.03.1945 | танкист      | командир танкового батальона 15-й гвардейской танковой бригады 1-го гвардейского танкового корпуса 65-й армии 1-го Белорусского фронта                                                                                  | гвардии майор             | 15.05.1916 — 06.03.1996 | [ БС 7 ] [ ГС 27 ] [ НЛ 25 ]  |
| 28    | Цисе́льский Михаил Петрович укр. Цисельський Михайло Петрович                                | 06.03.1945 | авиация      | дублёр штурмана эскадрильи 12-го гвардейского пикировочно-бомбардировочного авиационного полка 8-й минно-торпедной авиационной дивизии ВВС Балтийского флота                                                            | гвардии капитан           | 20.05.1909 — 03.11.1989 | [ БС 7 ] [ ГС 28 ] [ НЛ 26 ]  |
| 29    | Цито́вский Ефим Григорьевич укр. Цітовський Юхим Григорович                                  | 24.03.1945 | пехота       | командир батальона 216-го гвардейского стрелкового полка 79-й гвардейской стрелковой дивизии 8-й гвардейской армии 1-го Белорусского фронта                                                                             | гвардии капитан           | 22.10.1920 — 01.11.1994 | [ БС 7 ] [ ГС 29 ] [ НЛ 27 ]  |
| 30    | Цицишви́ли Ираклий Николаевич груз. ციციშვილი ირაკლი                                         | 29.10.1943 | инженер      | командир 268-го отдельного инженерного батальона 38-й армии Воронежского фронта | капитан                   | 17.12.1918 — 04.05.2001 | [ БС 7 ] [ ГС 30 ] [ НЛ 28 ]  |
| 31    | Цокола́ев Геннадий Дмитриевич осет. Цоколаты Геннадий                                        | 14.06.1942 | авиация      | командир эскадрильи 4-го гвардейского истребительного авиационного полка 61-й авиационной бригады ВВС Балтийского флота                                                                                                 | гвардии старший лейтенант | 24.07.1916 — 13.07.1976 | [ БС 7 ] [ ГС 31 ] [ НЛ 29 ]  |
| 32    | Цука́нова Мария Никитична                                                                    | 14.09.1945 | медики       | санинструктор 355-го отдельного батальона морской пехоты Тихоокеанского флота | ефрейтор                  | 14.09.1924 — 14.08.1945 | [ БС 8 ] [ ГС 32 ] [ НЛ 30 ]  |
| 33    | Цулуки́дзе Борис Абесоломович груз. წულუკიძე ბორის                                           | 15.05.1946 | артиллерия   | командир батареи 1642-го истребительно-противотанкового артиллерийского полка РГК в составе 38-й армии 4-го Украинского фронта                                                                                          | капитан                   | 07.11.1917 — 04.02.1981 | [ БС 8 ] [ ГС 33 ] [ НЛ 31 ]  |
| 34    | Цупре́нков Степан Григорьевич (Цупренко Степан Григорьевич) укр. Цупренков Степан Григорович | 15.05.1946 | танкист      | командир танка 3-й танковой бригады 23-го танкового корпуса 3-го Украинского фронта | младший лейтенант         | 14.11.1922 — 24.04.1991 | [ БС 8 ] [ ГС 34 ] [ НЛ 32 ]  |
| 35    | Цурцу́мия Александр Пехувич груз. წურწუმია ალექსანდრე                                        | 22.02.1944 | авиация      | командир эскадрильи 40-го бомбардировочного авиационного полка 63-й бомбардировочной авиационной бригады ВВС Черноморского флота                                                                                        | майор                     | 25.11.1908 — 03.12.1941 | [ БС 8 ] [ ГС 35 ] [ НЛ 33 ]  |
| 36    | Цуцкири́дзе Константин Захарович груз. ცუცქირიძე კონსტანტინე                                 | 15.05.1946 | комиссар     | заместитель по политической части командира 823-го артиллерийского полка 301-й стрелковой дивизии 9-го стрелкового корпуса 5-й ударной армии 1-го Белорусского фронта                                                   | майор                     | 1912 — 19.04.1945       | [ БС 8 ] [ ГС 36 ] [ НЛ 34 ]  |
| 37    | Цховре́бов Иван Давидович осет. Цыхуырбаты Иуан                                              | 22.02.1944 | пехота       | командир взвода 1118-го стрелкового полка 333-й стрелковой дивизии 6-й армии 3-го Украинского фронта | младший лейтенант         | 1913 — 18.12.1943       | [ БС 8 ] [ ГС 37 ] [ НЛ 35 ]  |
| 38    | Цы́бань Пётр Федотович укр. Цибань Петро Федотович                                           | 19.03.1944 | связисты     | командир взвода связи 120-го гвардейского стрелкового полка 39-й гвардейской стрелковой дивизии 8-й гвардейской армии 3-го Украинского фронта                                                                           | гвардии лейтенант         | 05.10.1909 — 22.11.1943 | [ БС 8 ] [ ГС 38 ] [ НЛ 36 ]  |
| 39    | Цыбе́нко Иван Семёнович укр. Цибенко Іван Семенович                                          | 31.05.1945 | артиллерия   | командир батареи 282-го гвардейского истребительно-противотанкового артиллерийского полка 3-й гвардейской истребительно-противотанковой артиллерийской бригады РГК в составе 5-й ударной армии 1-го Белорусского фронта | гвардии капитан           | 20.01.1918 — 25.04.2001 | [ БС 8 ] [ ГС 39 ] [ НЛ 37 ]  |
| 40    | Цы́бин Иван Максимович                                                                       | 22.02.1944 | пехота       | стрелок 936-го стрелкового полка 254-й стрелковой дивизии 52-й армии Степного фронта | красноармеец              | 12.08.1922 — 26.07.1996 | [ БС 9 ] [ ГС 40 ] [ НЛ 38 ]  |
| 41    | Цыбулёв Алексей Иванович (Цыбулев Алексей Иванович)                                         | 20.11.1941 | артиллерия   | наводчик орудия отдельного артиллерийского дивизиона 5-й воздушно-десантной бригады 3-го воздушно-десантного корпуса 40-й армии Юго-Западного фронта                                                                    | ефрейтор                  | 01.09.1916 — 27.08.1944 | [ БС 10 ] [ ГС 41 ] [ НЛ 39 ] |
| 42    | Цыбу́льский Николай Степанович укр. Цибульський Микола Степанович                            | 03.06.1944 | пехота       | командир батальона 340-го гвардейского стрелкового полка 121-й гвардейской стрелковой дивизии 3-й армии Белорусского фронта                                                                                             | гвардии майор             | 1920 — 30.11.1943       | [ БС 10 ] [ ГС 42 ] [ НЛ 40 ] |
| 43    | Цыганко́в Василий Евдокимович                                                                | 22.07.1944 | пехота       | командир отделения разведки 72-й гвардейской отдельной разведывательной роты 71-й гвардейской стрелковой дивизии 6-й гвардейской армии 1-го Прибалтийского фронта                                                       | гвардии сержант           | 29.04.1920 — 16.06.1990 | [ БС 10 ] [ ГС 43 ] [ НЛ 41 ] |
| 44    | Цыганко́в Пётр Николаевич                                                                    | 17.10.1943 | артиллерия   | командир миномётного расчёта 1033-го стрелкового полка 280-й стрелковой дивизии 60-й армии Центрального фронта | сержант                   | 04.02.1923 — 23.02.1991 | [ БС 10 ] [ ГС 44 ] [ НЛ 42 ] |
| 45    | Цыга́нов Евгений Терентьевич                                                                 | 22.01.1944 | авиация      | командир эскадрильи 4-го гвардейского истребительного авиационного полка 1-й гвардейской истребительной авиационной дивизии ВВС Балтийского флота                                                                       | гвардии капитан           | 22.08.1921 — 23.05.1971 | [ БС 10 ] [ ГС 45 ] [ НЛ 43 ] |
| 46    | Цыга́нов Михаил Степанович                                                                   | 22.02.1944 | пехота       | стрелок 208-го гвардейского стрелкового полка 69-й гвардейской стрелковой дивизии 4-й гвардейской армии Степного фронта                                                                                                 | гвардии красноармеец      | 12.07.1921 — 18.01.2001 | [ БС 11 ] [ ГС 46 ] [ НЛ 44 ] |
| 47    | Цыга́нов Николай Георгиевич                                                                  | 19.04.1945 | генерал      | командир 11-й гвардейской стрелковой дивизии 11-й гвардейской армии 3-го Белорусского фронта | гвардии генерал-майор     | 10.05.1909 — 12.05.1970 | [ БС 12 ] [ ГС 47 ] [ НЛ 45 ] |
| 48    | Цыга́нов Пётр Иванович                                                                       | 10.04.1945 | танкист      | командир танкового взвода 63-й гвардейской танковой бригады 10-го гвардейского танкового корпуса 4-й танковой армии 1-го Украинского фронта                                                                             | гвардии младший лейтенант | 21.03.1924 — 04.06.1978 | [ БС 12 ] [ ГС 48 ] [ НЛ 46 ] |
| 49    | Цы́кин Михаил Дмитриевич                                                                     | 18.08.1945 | авиация      | командир звена 31-го истребительного авиационного полка 295-й истребительной авиационной дивизии 17-й воздушной армии 3-го Украинского фронта                                                                           | лейтенант                 | 31.08.1922 — 29.05.1993 | [ БС 12 ] [ ГС 49 ] [ НЛ 47 ] |
| 50    | Цылёв Павел Николаевич                                                                      | 22.02.1944 | инженер      | командир отделения 117-го гвардейского отдельного сапёрного батальона 110-й гвардейской стрелковой дивизии 37-й армии Степного фронта                                                                                   | гвардии сержант           | 10.07.1920 — 05.10.1955 | [ БС 12 ] [ ГС 50 ] [ НЛ 48 ] |
| 51    | Цы́мбал Андрей Калинович укр. Цимбал Андрій Калинович                                        | 02.05.1945 | партизан     | активный участник партизанской борьбы на Украине, командир 6-го батальона 3-го полка 1-й Украинской партизанской дивизии имени С. А. Ковпака                                                                            | —                         | 13.12.1916 — 23.03.2006 | [ БС 12 ] [ ГС 51 ] [ НЛ 49 ] |
| 52    | Цы́мбал Василий Тимофеевич укр. Цимбал Василь Тимофійович                                    | 17.11.1943 | морской флот | командир отделения 613-й отдельной штрафной роты Черноморского флота | —                         | 1916 — 01.11.1943       | [ БС 12 ] [ ГС 52 ] [ НЛ 50 ] |
| 53    | Цы́мбал Иван Васильевич укр. Цимбал Іван Васильович                                          | 30.10.1943 | комиссар     | парторг батальона 685-го стрелкового полка 193-й стрелковой дивизии 65-й армии Центрального фронта | младший лейтенант         | 14.09.1904 — 15.02.1973 | [ БС 12 ] [ ГС 53 ] [ НЛ 51 ] |
| 54    | Цымбале́нко Василий Фёдорович укр. Цимбаленко Василь Федорович                               | 22.07.1944 | пехота       | командир роты 234-го стрелкового полка 179-й стрелковой дивизии 43-й армии 1-го Прибалтийского фронта | старший лейтенант         | 22.12.1922 — 06.12.1974 | [ БС 13 ] [ ГС 54 ] [ НЛ 52 ] |
| 55    | Цымбали́ст Иван Елисеевич укр. Цимбаліст Іван Єлисеєвич                                      | 04.01.1944 | партизан     | активный участник партизанской борьбы на Украине, заместитель по разведке командира Черниговского партизанского соединения                                                                                              | —                         | 28.10.1911 — 01.10.1960 | [ БС 14 ] [ ГС 55 ] [ НЛ 53 ] |
| 56    | Цымбалю́к Андрей Григорьевич укр. Цимбалюк Андрій Григорович                                 | 10.01.1944 | артиллерия   | командир орудия артиллерийского дивизиона 22-й гвардейской мотострелковой бригады 6-го гвардейского танкового корпуса 3-й гвардейской танковой армии Воронежского фронта                                                | гвардии сержант           | 14.12.1922 — 03.10.1943 | [ БС 14 ] [ ГС 56 ] [ НЛ 54 ] |
| 57    | Цыпленко́в Евгений Андреевич                                                                 | 22.02.1944 | инженер      | командир взвода 68-го армейского инженерного батальона 46-й армии Степного фронта | старший лейтенант         | 16.02.1920 — 26.06.1988 | [ БС 14 ] [ ГС 57 ] [ НЛ 55 ] |
| 58    | Цыплу́хин Николай Дмитриевич                                                                 | 26.10.1944 | авиация      | командир эскадрильи 70-го гвардейского штурмового авиационного полка 3-й гвардейской штурмовой авиационной дивизии 1-го смешанного авиационного корпуса 6-й воздушной армии 1-го Белорусского фронта                    | гвардии капитан           | 24.11.1918 — 13.10.1987 | [ БС 14 ] [ ГС 58 ] [ НЛ 56 ] |
| 59    | Цыс Василий Трофимович укр. Цис Василь Трохимович                                           | 15.01.1944 | пехота       | помощник командира взвода 218-го гвардейского стрелкового полка 77-й гвардейской стрелковой дивизии 61-й армии Центрального фронта                                                                                      | гвардии старший сержант   | 15.01.1904 — 12.06.1977 | [ БС 14 ] [ ГС 59 ] [ НЛ 57 ] |
| 60    | Цыца́ркин Александр Николаевич                                                               | 31.05.1945 | пехота       | командир роты 1052-го стрелкового полка 301-й стрелковой дивизии 9-го стрелкового корпуса 5-й ударной армии 1-го Белорусского фронта                                                                                    | старший лейтенант         | 02.09.1923 — 16.04.1945 | [ БС 14 ] [ ГС 60 ] [ НЛ 58 ] |